# إيرني بورتون
إيرني بورتون (بالإنجليزية: Ernie Burton)‏ (2 سبتمبر 1921 بشفيلد في المملكة المتحدة - 1 يوليو 1999 بشفيلد في المملكة المتحدة) هو لاعب كرة قدم بريطاني (وحمل سابقاً جنسية المملكة المتحدة لبريطانيا العظمى وأيرلندا) في مركز الهجوم. لعب مع شيفيلد وينزداي ونادي يورك سيتي وAtlas Sports & Social F.C. ‏.